# Азизян, Арамаис
Арамаи́с «Маи́с» Азизя́н (арм. Արամայիս Ազիզյան; 1 мая 1978, Армянская ССР) — армянский футболист, вратарь; тренер. Выступал за сборную Армении.

## Карьера игрока

### Начальный этап карьеры
Первоначально занимался волейболом и попал футбольную секцию, когда тренер Акоп Андреасян заметил Азизяна благодаря высокому росту. Проведя несколько сезонов в юношеском футболе, получил приглашение от «Арарата».

### Арарат (Ереван)
В возрасте 17-ти лет начал выступать в профессиональном футболе. Первым клубом Азизяна был дубль абовянского «Котайка», впоследствии ставший отдельной структурой и переехавший в Ереван. Проведя сезон в «Котайк-2», Азизян перешёл в ереванский «Арарат». Дебютировал за клуб кубковом матче против «Пюника». При счете 1:1 вышел на поле вместо травмированного Арутюна Абраамяна и пропустил 3 мяча. «Арарат» проиграл — 1:4. После этого провёл ещё несколько матчей, пока Абраамян не вернулся в строй. Одним из учителей в большом футболе для Азизяна был Абраамян. Являясь авторитетной личностью в команде, Абраамян помогал Азизяну в развитии. В «Арарате» Азизян задержался на 7 сезонов, после чего отправился в иранский «Барг Шираз».

### Странствие по клубам Армении
Спустя 3 сезона вернулся в Армению, где заключил контракт со скромным клубом Премьер-лиги — «Киликией». В следующем сезоне в составе «Киликии» дошёл до финала Кубка Армении, где команда уступила со счётом 0:2 аштаракской «Мики». Аштаракский клуб впоследствии заключил контракт с Азизяном. Пребывание в «Мике» принесли Азизяну звания обладателя Кубка и Суперкубка Армении по футболу в 2006 году. В 2007 году проведя 7 игр за «Мику» перешёл в «Улисс». За полсезона 2007 года Азизян провёл больше игр, чем в каждом из последующих двух полноценных сезонов. Став бронзовым призёром Армении в составе «Улисса», Азизян покинул клуб по окончании чемпионата.

### Импульс
В начале 2010 года подписал контракт с новичком Премьер-лиги «Импульсом». В начале сезона основным конкурентом был Григор Меликсетян, но, не выдержав конкуренции, Меликсетян перешёл в капанский «Гандзасар». Азизян стал основным голкипером команды. Однако в летнее трансферное окно клуб приобрёл Геворга Празяна, который выступал в составе молодёжной сборной. В сентябре, проведя 138 матч в Высшей лиги за всю её историю существования, Азизян вошёл в 10-ку самых опытных вратарей Армении. Новый сезон Азизян начал бодро, выходя в каждом матче. Лишь в 3-м и 4-м турах пришлось уступить место Геворгу Празяну. Последующие 6 матчей остались за Азизяном. Правда последний ознаменовался отрицательной ситуацией, связанной с футболистом. В матче 10 тура против ереванского «Арарата» Азизян получил красную карточку на 96 минуте. Последующий матч Азизян автоматически пропускал. Место в воротах было доверено молодому вратарю — Гору Элязяну. Элазян с этого матча стал основным вратарём команды.
18 августа Азизян подписал контракт с «Абумослемом» из Мешхеда. Срок соглашения рассчитан на один год.

### Возвращение в Арарат (Ереван)
В летнее транферное окно 2012 года вернулся в Ереван, заключив контракт с местным «Араратом». Дебют в родном клубе состоялся 30 сентября, в домашней игре против «Мики». Играя против лидера чемпионата, «Арарат» обыграл своего соперника с минимальным счётом 1:0. Так как «Арарат» находился на дне турнирной таблицы, данный результат и отсутствие пропущенных мячей — являлись сенсацией.

## Карьера в сборной
| № | Дата             | Оппонент | Счёт | Голы Азизяна | Соревнование      |
| 1 | 8 сентября 2007  | Кипр     | 1:3  | −            | Товарищеский матч |
| 2 | 19 сентября 2007 | Мальта   | 1:0  | −            | Товарищеский матч |
| 3 | 4 февраля 2008   | Беларусь | 2:1  | −            | Товарищеский матч |
| 4 | 6 февраля 2008   | Исландия | 0:2  | −            | Товарищеский матч |

Итого: 4 матча / 0 голов; 2 победы, 0 ничьих, 2 поражения.
(откорректировано по состоянию на 6 февраля 2012 года)

## Достижения
- «Арарат» Ереван
  - Серебряный призёр чемпионата Армении: 1996/97, 1999, 2000
  - Обладатель Кубка Армении: 1996/97
  - Финалист Кубка Армении: 2001
  - Финалист Суперкубка Армении: 1997
- «Киликия»
  - Финалист Кубка Армении: 2005
- «Мика»
  - Бронзовый призёр чемпионата Армении: 2006, 2007
  - Обладатель Кубка Армении: 2006
  - Обладатель Суперкубка Армении: 2006
- «Улисс»
  - Бронзовый призёр чемпионата Армении: 2009